# Mick Buckley
Michael John „Mick“ Buckley (* 4. November 1953 in Manchester; † 7. Oktober 2013 in Whitefield) war ein englischer Fußballspieler.

## Sportlicher Werdegang
Buckley begann seine Profikarriere beim FC Everton, für den er im März 1972 in der First Division debütierte. In der Spielzeit 1973/74 avancierte er unter dem neuen Trainer Billy Bingham zum Stammspieler, mit einem siebten Rang belegte der Klub nach vier Jahren wieder einen einstelligen Tabellenplatz. Parallel entwickelte er sich zum Auswahlspieler im englischen Nachwuchsbereich. Nach einem vierten Tabellenrang im Folgejahr – Buckley hatte 31 der 42 Saisonspiele bestritten – rutschte der Klub nach mäßigen Ergebnissen ins Tabellenmittelfeld ab und im Februar 1977 verpflichtete der Klub mit Gordon Lee einen neuen Chefcoach. In der Folge kam der von Verletzungen geplagte Buckley auch aufgrund der Konkurrenz durch Andy King und Trevor Ross nur noch unregelmäßig zum Einsatz.
Im Sommer 1978 wechselte Buckley nach 135 Ligaspielen für den FC Everton in die Second Division zum AFC Sunderland. Anfangs unter Jimmy Adamson und unter dessen Nachfolger Billy Elliott auch hier Stammspieler, rückte er unter Ken Knighton ins zweite Glied. Beim Aufstieg am Ende der Spielzeit 1979/80 war er nur teilweise beteiligt, nach Knightons Entlassung 1981 wurde er anschließend wieder häufiger aufgestellt.
1983 wechselte Buckley zu Hartlepool United, blieb dort jedoch nur wenige Wochen und zog zu Carlisle United in die Second Division weiter. Nach nur einer Spielzeit wechselte er innerhalb der zweithöchsten Spielklasse zum FC Middlesbrough weiter. Dort beendete er 1985 seine aktive Laufbahn.
Buckley war Alkoholiker, in der Folge der Krankheit ging seine Ehe zu Bruch und er verlor seinen Arbeitsplatz und sein Haus. Mit Unterstützung durch die Everton Former Players Foundation wurde er in der Sporting Chance Clinic in Liphook behandelt. Nach langer Krankheit verstarb er kurz vor seinem 60. Geburtstag.